# خلیج دالگتی
خلیج دالگتی (به انگلیسی: Dalgety Bay) یک شهرک در اسکاتلند است که در فایف واقع شده‌است. خلیج دالگتی ۱۰٬۰۳۰ نفر جمعیت دارد.